# José Antonio Guerra
José Antonio Guerra Oliva (Santiago de Cuba, 9 de agosto de 1979) é um saltador de Cuba. Ele é um especialista na plataforma.

## Carreira
Representou seu país nos Jogos Pan-Americanos de 1999 pela primeira vez, nos jogos conquistou 3 ouros e duas pratas. Guerra tem duas medalhas em mundiais, e quatro participações olímpicas em 2000, 2004, 2008, 2012.